# Barstowita
La barstowita es un mineral de la clase de los haluros. Recibe su nombre del inglés Richard W. Barstow (1947-1982), coleccionista y distribuidor de minerales de Cornualles.

## Características químicas
La barstowita es un haluro de fórmula química Pb4Cl6(CO3)·H2O. Fue aprobada como especie válida para el Asociación Mineralógica Internacional en 1989. Cristaliza en el sistema monoclínico. Su dureza en la escala de Mohs es 3.
Según la clasificación de Nickel-Strunz, la barstowita pertenece a "03.DC - Oxihaluros, hidroxihaluros y haluros con doble enlace, con Pb (As, Sb, Bi), sin Cu" junto con los siguientes minerales: laurionita, paralaurionita, fiedlerita, penfieldita, laurelita, bismoclita, daubreeíta, matlockita, rorisita, zavaritskita, zhangpeishanita, nadorita, perita, aravaipaïta, calcioaravaipaíta, thorikosita, mereheadita , blixita, Pinalito, symesita, ecdemita, heliofilita, mendipita, damaraíta, onoratoíta , cotunnita y pseudocotunnita.

## Formación y yacimientos
Fue descubierta en Bounds Cliff, en el distrito de Wadebridge, en Cornualles, Inglaterra. También ha sido descrita en Austria, Grecia, República Checa, Italia, Túnez y Kazajistán.